# Grève de la Writers Guild of America de 2007
Pour les articles homonymes, voir Grève de la Writers Guild of America.
La grève de la Writers Guild of America (2007-2008), aussi connue sous l'appellation « grève des scénaristes américains », est une grève menée par la Writers Guild of America, East (WGAE) et la Writers Guild of America, West (WGAW). Plus de 12 000 scénaristes rejoignirent le mouvement de grève qui débuta le 5 novembre 2007 et se termina par leur victoire le 3 février 2008.

## Contexte
Tous les trois ans, la Writers Guild négocie les nouveaux contrats avec l'Alliance of Motion Picture and Television Producers. Ce contrat est appelé le Minimum Basic Agreement (MBA). En 2007, les négociations n'ont pas abouti au MBA, ce qui a conduit la profession dans une impasse, et les membres de la WGA ont voté pour l'autorisation de faire la grève, le vendredi 2 novembre, et avec le commencement effectif de celle-ci le 5 novembre 2007.
Malgré les nombreuses propositions des deux bords envers le nouveau contrat, les scénaristes souhaitaient que soient prises en compte pour les rémunérations : les sorties DVD, les unions d'animation et les télé réalités ainsi qu'une compensation pour les « nouveaux médias » (en rapport avec les distributions de téléchargements légaux par internet).

## Réactions
Les membres de la Screen Actors Guild (SAG) et de l'American Federation of Television and Radio Artists (en) (AFTRA) ne peuvent pas participer au mouvement de grève. En effet, leurs contrats contiennent des clauses d'interdictions de mouvements de grève. Toutefois, de nombreux acteurs américains, soutenus par leurs syndicats, ont exprimé leur soutien et leur solidarité avec la grève des scénaristes, parfois en enfreignant leur propre contrat de tournage, en participant à la marche des scénaristes américains, ou en refusant de franchir le piquet de grève. De nombreux acteurs ont participé à une série de courts-métrages dans le cadre de la campagne Speechless Without Writers présentée par l'United Hollywood, groupe fondé par des membres de la WGA.

## Conséquences
Cette grève a eu pour conséquence majeure le non-respect du nombre d'épisodes prévus pour la saison en cours (2007-2008) de nombreuses séries télévisées. On peut citer en exemple les séries Prison Break, Chuck, Lost, Supernatural, Dr House, Breaking Bad, Jericho, Heroes, Scrubs, NCIS : Enquêtes spéciales. De même, le tournage et la diffusion de la Saison 7 de 24 Heures chrono ont été décalés d'un an à la suite du mouvement.
Plusieurs séries ont également été interrompues par cette grève, notamment Les Experts : Miami, Grey's Anatomy, Dr House, Ghost Whisperer, Les Experts : Manhattan, Les Experts, New York, unité spéciale, Las Vegas, Lost : Les Disparus, Private Practice, Desperate Housewives, Smallville, Esprits criminels, The Closer : L.A. enquêtes prioritaires, Bones, Bionic Woman, The Office et Battlestar Galactica.